# Ezio Morselli
Ezio Morselli (Borgoforte, 10 giugno 1907 – Brescia, 22 marzo 1984) è stato un calciatore italiano, di ruolo difensore.

## Caratteristiche tecniche
Giocava nel ruolo di terzino e mediano.

## Carriera
Fece il suo esordio nel Brescia il 7 novembre 1926 nella gara Hellas Verona-Brescia (1-4). Ha disputato la stagione successiva a Lodi nel Fanfulla. Giocò poi per quattro stagioni in Serie A nel Brescia, con 101 presenze e 1 gol segnato alla Cremonese. Con le rondinelle gioca anche 25 partite con due reti nella Divisione Nazionale dal 1926 al 1929, e 10 presenze ed 1 gol nel Campionato di Serie B nel 1932-33. Chiude la carriera disputando due Campionati nella Salernitana.